# Canton du Puy-en-Velay-Nord
Le canton du Puy-en-Velay-Nord est une ancienne division administrative française, située dans le département de la Haute-Loire en région Auvergne.

## Composition

### Avant 1973
Le canton du Puy-en-Velay-Nord-Ouest se composait d’une fraction de la commune du Puy-en-Velay et des communes de Aiguilhe, Ceyssac, Chadrac, Espaly-Saint-Marcel, Malrevers, Le Monteil, Polignac et Saint-Quentin-Chaspinhac.

### De 1973 à 2015
Le canton du Puy-en-Velay-Nord se composait d’une fraction de la commune du Puy-en-Velay et de six autres communes. Il comptait 10 227 habitants (population municipale) au 1er janvier 2012.
| Nom                         | Code Insee | Intercommunalité   | Population (dernière pop. légale)              |
| --------------------------- | ---------- | ------------------ | ---------------------------------------------- |
| Le Puy-en-Velay (chef-lieu) | 43157      | CA du Puy-en-Velay | Fraction : 1 082(2012) Commune : 18 634 (2014) |
| Aiguilhe                    | 43002      | CA du Puy-en-Velay | 1 571 (2014)                                   |
| Chadrac                     | 43046      | CA du Puy-en-Velay | 2 620 (2014)                                   |
| Chaspinhac                  | 43061      | CA du Puy-en-Velay | 801 (2014)                                     |
| Malrevers                   | 43126      | CA du Puy-en-Velay | 749 (2014)                                     |
| Le Monteil                  | 43140      | CA du Puy-en-Velay | 625 (2014)                                     |
| Polignac                    | 43152      | CA du Puy-en-Velay | 2 821 (2014)                                   |

## Histoire
Le canton a été supprimé en mars 2015 à la suite du redécoupage des cantons du département : les limites cantonales du Puy-en-Velay sont modifiées ; les communes d'Aiguilhe, de Chadrac, de Chaspinhac, du Monteil et de Polignac sont rattachées au deuxième canton du Puy-en-Velay et Malrevers l'est au canton d'Emblavez-et-Meygal.

## Représentation

### Conseillers généraux de l'ancien canton du Puy-Nord-Ouest (jusqu'en 1973)
| Période | Période          | Identité                                          | Étiquette    | Qualité |
| ------- | ---------------- | ------------------------------------------------- | ------------ | --- |
| 1833    | 1864             | Pierre Calemard de Lafayette                      | Légitimiste  | Docteur-médecin au Puy Député (1836-1842) |
| 1864    | 1871             | Charles Calemard de Lafayette (fils du précédent) | Centre droit | Agronome, écrivain et journaliste Député (1871-1876) Président de la Société d'agriculture                                                     |
| 1871    | 1889             | Théodore Braud                                    | Républicain  | Négociant Maire du Puy (1870-1871) |
| 1889    | 1907             | Ernest Vissaguet                                  | Républicain  | Avocat Député (1876-1879) Sénateur (1879-1920)                                                                                                 |
| 1907    | 1925             | Francisque Enjolras                               | URD          | Négociant Sénateur (1920-1933) Ancien Président de la Chambre de Commerce                                                                      |
| 1925    | 1937             | Clément Charbonnier (1882-1945)                   | Rad.-RG      | Avoué au Tribunal civil du Puy, conseiller d'arrondissement, maire de Malrevers                                                                |
| 1937    | 1940             | André Soulier                                     | PSF          | Pharmacien Conseiller municipal du Puy |
|         |                  |                                                   |              | |
| 1942    | 1945             | Eugène-Gaston Pébellier                           |              | Commerçant en mercerie Maire du Puy-en-Velay (1935-1944) Nommé conseiller départemental en 1942 Président du Conseil départemental (1942-1945) |
|         |                  |                                                   |              | |
| 1945    | 1951             | André Soulier                                     | dvd          | Conseiller municipal du Puy |
| 1951    | 1967 (démission) | Eugène-Gaston Pébellier                           | CNIP         | Député (1936-1942 et 1953-1958) Maire du Puy (1935-1944 et 1953-1965)                                                                          |
| 1967    | 1970             | Célestin Quincieu (1901-1976)                     | RI           | Agent commercial Maire du Puy (1967-?) |
| 1970    | 1973             | Maurice Gardès                                    | Rad.         | Commerçant Conseiller municipal du Puy |

### Conseillers d'arrondissement du Puy-Nord-Ouest (de 1833 à 1940)
| Période                                  | Période      | Identité                                     | Étiquette                   | Qualité |
| ---------------------------------------- | ------------ | -------------------------------------------- | --------------------------- | --- |
| 1833                                     | 1848         | Jacques Mathieu Bertrand de Doué (1776-1862) |                             | Président de la Société d'agriculture puis du Tribunal de commerce du Puy                                   |
|                                          |              |                                              |                             | |
|                                          | 1885 (décès) | Auguste Adolphe Langlois (1816-1885)         |                             | Médecin au Puy                                                                                              |
| 10 mai 1885                              |              | Jean Antoine Justin Dulac                    | Républicain                 | Brasseur au Pont-Neuf, conseiller municipal du Puy                                                          |
|                                          |              |                                              |                             | |
| av.1895                                  | ?            | Ed. Gueyffier                                | Républicain                 | |
|                                          |              |                                              |                             | |
| 1919                                     | 1922         | Paul Assézat de Bouteyre                     |                             | Conseiller municipal de Chadrac                                                                             |
| 1922                                     | 1925         | Clément Charbonnier                          | Rad.                        | Avoué au Tribunal civil du Puy, propriétaire à Malrevers                                                    |
| 1925                                     | 1934         | Étienne Chambonnet                           | Rad.                        | Maire d'Aiguilhe (révoqué par le Gouvernement de Vichy en 1941)                                             |
| 1934                                     | 1940         | M. Daurat-Vocanson                           | Union républicaine Clérical | Maire d'Espaly                                                                                              |
| 1940                                     |              |                                              |                             | Les conseils d'arrondissement ont été suspendus par la loi du 12 octobre 1940 et n'ont jamais été réactivés |
| Les données manquantes sont à compléter. |              |                                              |                             | |

#### Conseillers généraux du canton du Puy-en-Velay-Nord (1973-2015)
| Période                                  | Période              | Identité       | Étiquette             | Qualité                                                                       |
| ---------------------------------------- | -------------------- | -------------- | --------------------- | ----------------------------------------------------------------------------- |
| Les données manquantes sont à compléter. |                      |                |                       |                                                                               |
| 1973                                     | 1982                 | Maurice Gardès | Rad. puis PS puis dvg | Commerçant, conseiller municipal du Puy                                       |
| 1982                                     | 1988                 | Marthe Laurent | dvd                   | Fonctionnaire retraitée à Chadrac                                             |
| 1988                                     | 1989 (inéligibilité) | Raymond Jean   | UDF-CDS               | Fonctionnaire à la Direction Départementale de l'Agriculture, Le Puy-en-Velay |
| 1989                                     | 2015                 | Gérard Convert | PS                    | Chef comptable, maire de Chadrac (1989-2020)                                  |

## Démographie
| 1990  | 1999   | 2006   | 2011   | 2012   |
| ----- | ------ | ------ | ------ | ------ |
| 9 871 | 10 201 | 10 313 | 10 136 | 10 227 |